# Harold (Florida)
Harold es un lugar designado por el censo ubicado en el condado de Santa Rosa en el estado estadounidense de Florida. En el Censo de 2010 tenía una población de 823 habitantes y una densidad poblacional de 21,57 personas por km².

## Geografía
Harold se encuentra ubicado en las coordenadas 30°40′35″N 86°50′17″O / 30.67639, -86.83806. Según la Oficina del Censo de los Estados Unidos, Harold tiene una superficie total de 38.15 km², de la cual 38.04 km² corresponden a tierra firme y (0.27%) 0.1 km² es agua.

## Demografía
Según el censo de 2010, había 823 personas residiendo en Harold. La densidad de población era de 21,57 hab./km². De los 823 habitantes, Harold estaba compuesto por el 95.02% blancos, el 0.61% eran afroamericanos, el 0.97% eran amerindios, el 0.85% eran asiáticos, el 0.12% eran isleños del Pacífico, el 0.24% eran de otras razas y el 2.19% pertenecían a dos o más razas. Del total de la población el 1.22% eran hispanos o latinos de cualquier raza.